# 第三次米特拉达梯战争

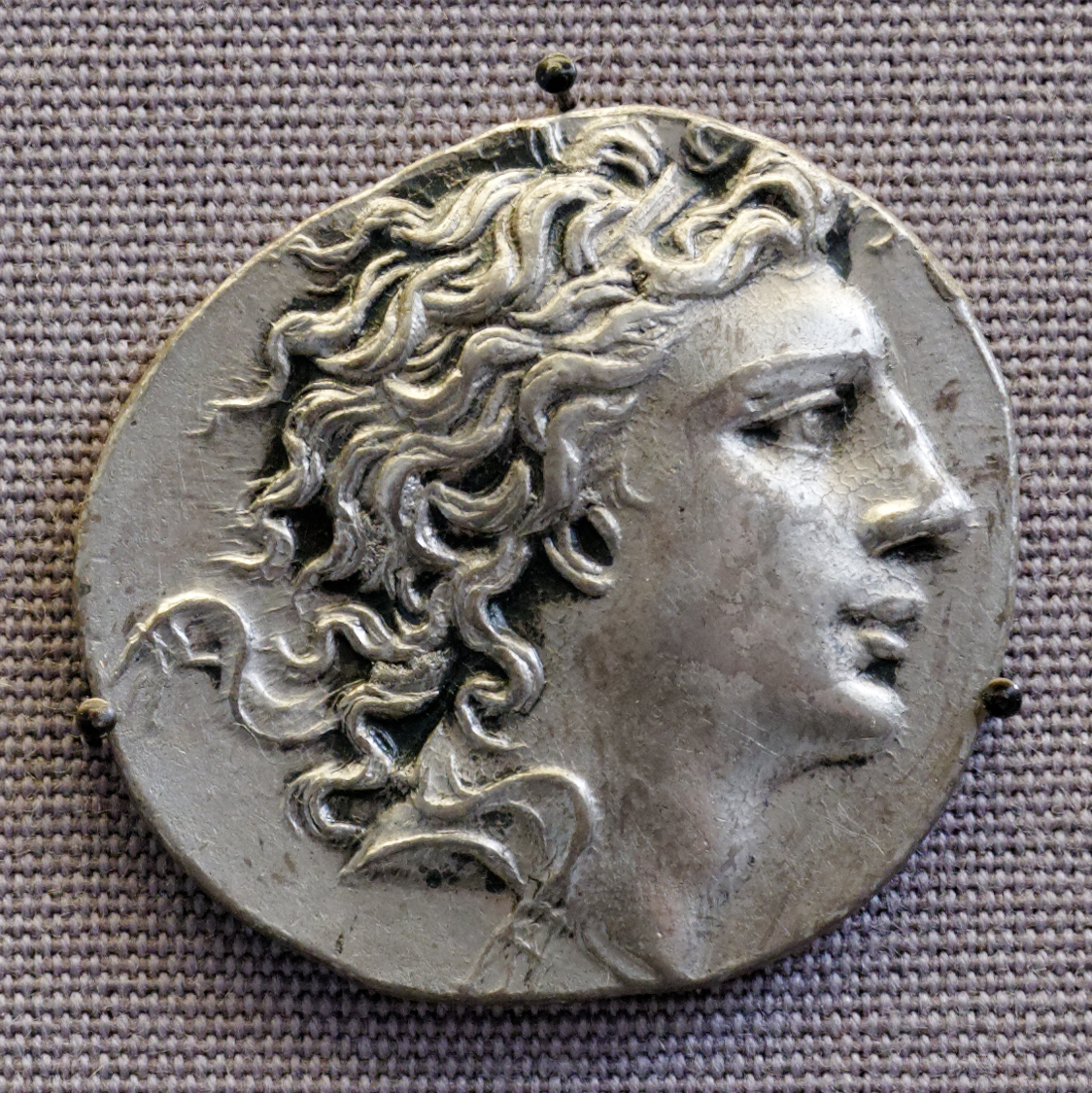
米特里达梯六世银币像

第三次米特拉达梯战争是公元前73年至63年间本都王国国王米特里达梯六世与罗马共和国之间的战争，在三次米特里达梯战争中为期最长，战争涉及整个地中海东部地区众多国家和民族，战争最后罗马共和国获胜，本都王国战败，塞琉古帝国被终结，亚美尼亚王国成为罗马共和国的附属国。